# Neoplan N4516
Neoplan Centroliner N4516 (або Neoplan Centroliner 12 LE) — 12-метровий низькопідлоговий міський автобус, що випускається з 1997 року німецькою маркою Neoplan. У 2007 році виграв звання «Автобус року-2007».

## Модифікації
Neoplan Centroliner випускався у декількох модифікаціях:
- Neoplan N4509, шасі MAN A35, 9.665 мм,
- Neoplan N4516, typ 486, шасі MAN A21, 11.950 мм, (базова модель), описаний детально нижче.
- Neoplan N4516 T, typ 487, шасі MAN A37, 11.950 мм,
- Neoplan N4516 P, typ 466, шасі MAN A20, 11.950 мм, випускається з 1998 року, відрізняється розділеним лобовим склом, має потужніший охолоджувальний кондиціонер і більш приплюснутий, має меншу висоту.
- Neoplan N4520 P, typ 467, шасі MAN A25, 14.675 мм,
- Neoplan N4521, typ 489, шасі MAN A23, 17.950 мм,
- Neoplan N4522, typ 489, шасі MAN A23, 18.720 мм, зчленований автобус, за основу узято Neoplan N4516.
- Neoplan N4522P, typ 489, шасі MAN A23, 18.720 мм, зчленований автобус, за основу узято Neoplan N4516, за основу узято Neoplan N4516. Випускається з 1999. Виглядає точнісінько як Neoplan N4516P, з розділеним вітровим склом, був розроблений Solaris Bus&Coach.
- Neoplan N4526, typ 488, шасі MAN A39, 13.730 мм.

## Описання моделі
Neoplan N4516 «Centroliner» призначений для праці у межах міста, тому виконаний з підвищеним комфортом перевезення пасажирів. У довжину він 12 метрів (якщо точно 11,94), у ширину він 2,5 метри і у висоту 2,95 метри (модифікація P, більш сплюснута і має у висоту 2,86 метра). Ззовні автобус оббитий центральнометалічними сталевими листами, кузов вагонного компонування, тримальний, силовий. Має підвищений ступінь захисту від корозії, його термін служби при доброму техогляді може сягнути 30 років (розрахований у середньому на 25 років роботи). Передок автобуса прямий, бампер зварний і окреслений нечітко, тому майже непомітний. По боках розміщено по 3 фари. Вони лінзові і потужні, завдяки цьому автобус має перевагу потужного освітлення дороги. Також передок може бути розділений на округлі панелі і різнокольорово пофарбований. Емблема Neoplan розміщена посередині. Лобове скло гнуте, безколірне і товсте, панорамного типу і нерозділене, склоочисники розташовані один-над-одним. Вітрове скло може бути розділене у модифікації N4516P, що був розроблений Solaris, його склоочисники важільні. Боковини покриті склопластиком і сталевим листом, на замовлення, задні колеса можуть бути закриті обшивкою. Одною з особливих прикмет автобуса є величезні бокові стекла «вуха-кролика», що кріпляться зверху та опускаються знизу. Задок автобуса має невелике заднє скло та чотири задні фари. Маршрутовказівники електронні, встановлені спереду і ззаду, по замовленню, по боках. Автобус має 2 або 3 двостулкові двері, що розсуваються поворотно за допомогою електропневмопривода. Салон виконано з покращеним дизайном як робочого місця водія, так і салону пасажирів. Підлога низька, 34 сантиметри до проїжджої частини. Підлога або з пластику, або лінолеуму, має фарбовані блискітки. По усьому салону встановлено багато поручнів зі шкіряними тримачами, на поручнях монтуються компостери і кнопки для аварійного відкриття дверей або сигналом виклику. Крісла м'які, роздільного або ківшевого типу, з легко очищуваного матеріалу, ззаду — встановлені на помостах зі східцями, новітнього дизайну. Автобус розраховано на 36 сидячих місць та ще 56—64 стоячих, загальна пасажиромісткість становить 86—100 чоловік. Автобус має збірний майданчик посередині салону, там же є місця, відведення для пасажирів-інвалідів у візках, обладнані спеціальними ременями безпеки та кнопками виклику до водія. Обдув салону відбувається через кондиціонери, що встановлені по усьому салону, тому люків не вмонтовано, також є система клімат-контролю, також можливо встановити вогнегасник ємністю 8 літрів і обладнати автобус додатковими вентиляторами. Взимку діють рідинні електрокалорифери потужністю 16 кіловат (по 4 калорифери). Крісло водія відповідає ергономічним та естетичним вимогам, пульт керування зі склопластику. Також у кабіні є предмети першої допомоги і додаткові засоби обігріву або обдуву. Коробка передач 4 або 6-швидкісна, підвіска пневмоважільна з можливістю оснащення системою кнілінга кузова.

## Технічні характеристики
| Технічна характеристика Neoplan N4516                  |                                                         |
| Модифікація                                            | Neoplan N4516 Centroliner                               |
| Виробництво, з                                         | з 1997                                                  |
| Подібні                                                | N4522; N4516P                                           |
| Довжина, мм                                            | 11950                                                   |
| Ширина по модлінгу, мм                                 | 2500                                                    |
| Висота, мм                                             | 2985                                                    |
| Колісна база, мм                                       | 5875                                                    |
| Передній звис, мм                                      | 2700                                                    |
| Задній звис, мм                                        | 3375                                                    |
| Діаметр повороту, мінімальний, метри                   | 22,15                                                   |
| Кліренс, мм                                            | 320                                                     |
| Споряджена маса, кг                                    | 11540                                                   |
| Повна маса, кг                                         | 18000                                                   |
| Навантаження на передню вісь, мм                       | 7245                                                    |
| Навантаження на задню вісь, мм                         | 11500                                                   |
| Гальмівні системи                                      | барабанного типу, оснащені ABS і ASR                    |
| Компресія повітря                                      | обладнана ECAS                                          |
| Додаткові гальма                                       | дискові; під час паркування                             |
| Шини                                                   | дискові 275/70 R22,5                                    |
| Сидячих місць, штук                                    | 36—41                                                   |
| Стоячих місць, чол                                     | 46—64                                                   |
| Повна пасажиромісткість, чол                           | 86—100                                                  |
| Підлога                                                | низька, відстань 34 сантиметри до землі                 |
| Підлога салону                                         | з лінолеуму або пластику                                |
| Двигун                                                 | MAN D 2066 LUH                                          |
| Коробка передач                                        | 4-ступінчата (стандартна), 6-ступінчата (на замовлення) |
| Потужність, КВт                                        | 199—228                                                 |
| Місткість паливного бака, літри                        | 280                                                     |
| Максимальна швидкість при повному завантаженні, км/год | 95—125                                                  |
| Максимальна швидкість при порожньому салоні, км/год    | 130                                                     |